# Ma mère est une espionne
Production
Diffusion
Ma Femme est une espionne est une série télévisée française réalisée par Léo Karmann d'après un scénario de Jean Prévost, Thomas Ducastel et Julie-Albertine Simonney.
Cette série télévisée d'espionnage est une coproduction des sociétés Kabo Family et Vacarme.

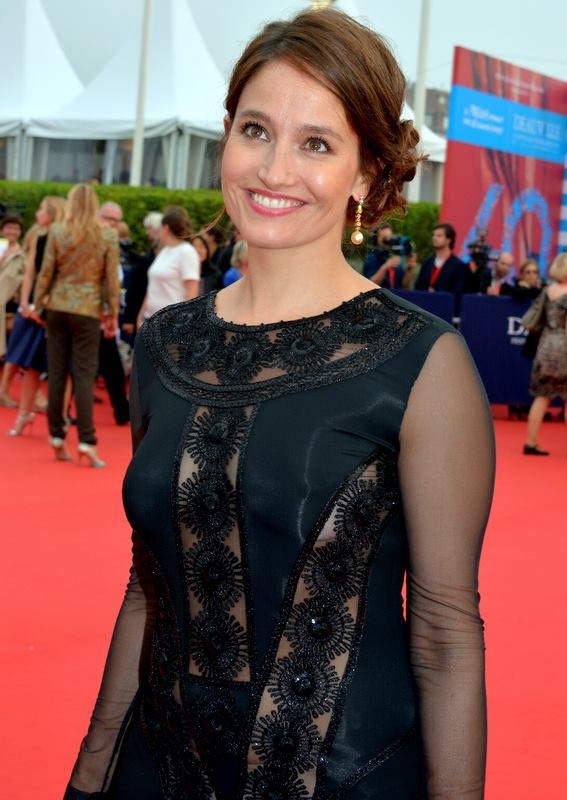
Marie Gillain.

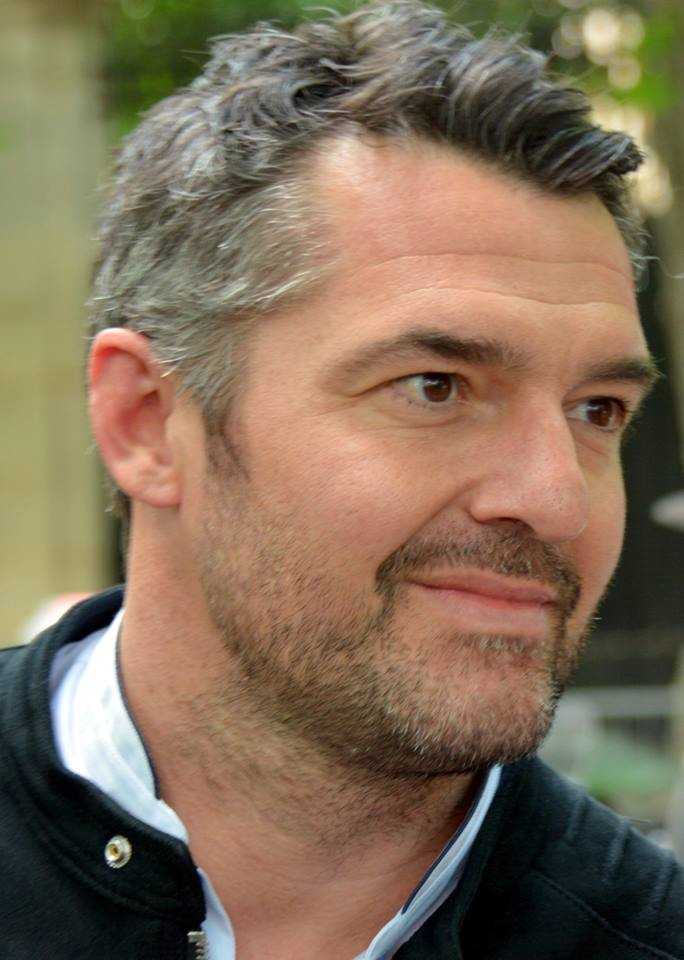
Arnaud Ducret.

## Distribution
- Marie Gillain : Isabelle Mercier
- Arnaud Ducret :
- Claire Chust :
- Nicolas Gob :
- Marc Riso :
- Mado Jouannet :
- Roman Angel :
- Barbara Bolotner :
- Guillemette Crémèse :
- Gigi Ledron :
- Alicia Mouls :

## Production

### Genèse et développement
Cette série télévisée d'espionnage est une coproduction des sociétés Kabo Family et Vacarme,.
La série est créée par Jean Prévost et écrite par Jean Prévost, Thomas Ducastel et Julie-Albertine Simonney, et réalisée par Léo Karmann,.

### Tournage
Le tournage de la série a lieu du 18 septembre au 12 novembre 2024 en région Nouvelle-Aquitaine, à Angoulême, Anglet, Dax et Lacanau,,.

### Fiche technique
Sauf indication contraire, les informations mentionnées dans cette section peuvent être confirmées par la base de données cinématographiques Allociné,  présente dans la section « Liens externes ».
- Titre français : Ma mère est une espionne
- Genre : comédie, série télévisée d'espionnage[2]
- Production : Barbara Maubert
- Sociétés de production : Kabo Family et Vacarme[1]
- Réalisation : Léo Karmann[1],[3]
- Scénario : Jean Prévost, Thomas Ducastel et Julie-Albertine Simonney[3]
- Pays de production :  France
- Langue originale : français
- Format : couleur
- Nombre de saisons : 1
- Nombre d'épisodes : 4
- Durée : 52 minutes
- Dates de première diffusion :